# Alexander White (Politiker, 1738)
Alexander White (* 1738 im Frederick County, Colony of Virginia; † 9. Oktober 1804 ebenda) war ein US-amerikanischer Politiker. Zwischen 1789 und 1793 vertrat er den Bundesstaat Virginia im US-Repräsentantenhaus.

## Leben
Alexander White wuchs während der britischen Kolonialzeit auf. Im Jahr 1762 studierte er in London Jura. Nach seiner Rückkehr nach Virginia wurde er in seinem Heimatbezirk königlicher Staatsanwalt. In den Jahren 1772 und 1773 war er Abgeordneter im kolonialen House of Burgesses. Über Whites Rolle während des Unabhängigkeitskrieges geben die Quellen keine Hinweise. Nach dem Krieg saß er zwischen 1782 und 1786 sowie nochmals im Jahr 1788 im Abgeordnetenhaus von Virginia. Im Jahr 1788 war er Delegierter auf der Versammlung, die die Verfassung der Vereinigten Staaten für Virginia ratifizierte.
Bei den Kongresswahlen des Jahres 1789 wurde White im ersten Wahlbezirk von Virginia in das damals zunächst noch in New York tagende US-Repräsentantenhaus gewählt, wo er am 4. März 1789 sein neues Mandat antrat. Nach einer Wiederwahl konnte er bis zum 3. März 1793 zwei Legislaturperioden im Kongress absolvieren. Dort setzte er sich für die 1791 erfolgte Ratifizierung der Bill of Rights ein, die die ersten zehn Verfassungszusätze umfasst.
Nach dem Ende seiner Zeit im US-Repräsentantenhaus wurde Alexander White von Präsident George Washington zu einem von drei Beauftragten zur Überwachung des Baus der neuen Bundeshauptstadt Washington, D.C. ernannt. Dieses Amt bekleidete er von 1795 bis zur Auflösung dieses Gremiums im Jahr 1802. Zwischen 1799 und 1801 war White noch einmal Abgeordneter im Staatsparlament. Er starb am 9. Oktober 1804 auf seinem Anwesen Woodville im Frederick County.